# Боривітер маврикійський
Боривітер маврикійський (Falco punctatus) — вид хижих птахів родини соколових (Falconidae).

## Поширення
Ендемік острова Маврикій в Індійському океані. Його ареал обмежений ярами та балками на південному плато. За оцінками 2011—2012 років популяція налічувала близько 300—400 птахів, причому невелика субпопуляція в хребті Мока на півночі острова, очевидно, вимерла. На жаль, популяція цих хижих птахів майже вимерла через людську нерозсудливість – на острів Маврикій завезли мавп, що почали розорювати гнізда боривітрів. У результаті, у 1974-тому році у світі налічувалось всього 4 диких пташки і дві у вольєрах. На щастя, завдяки суворій охороні і розведенню зараз боривітрів вже більше 75-ти.

## Спосіб життя
Дрібний хижак. Полює на геконів, бабок, цикад, тарганів, цвіркунів та дрібних птахів.